# 富坂聪
富坂聪（1964年—）出生于日本爱知县，知中派媒体人。曾为《周刊文春》记者、作家。

## 生平
1964年，富坂聪出生在爱知县。曾經就讀北京语言学院，曾在北京大学中文系留学，1988年從北京大學肄業。曾经担任《周刊邮报》记者、《周刊文春》记者，2002年轉型為自由記者，现任拓殖大学海外事务研究所教授、國家基本問題研究所企劃委員。

## 作品
- 『中国之いう大难』 (新潮社)
- 『苛立つ中国』 (文春文库)
- 『儿ポ 中国「欲望大国」』（小学馆101新书）
- 『中国报道の「里」を読め！』（讲谈社）